# Francesco Romani
Francesco Romani (Viareggio, 9 aprile 1933 – Viareggio, 9 novembre 2021) è stato un karateka italiano, uno dei principali contributori della diffusione del karate in Italia. Fu anche istruttore di Judo (è stato docente dell'Accademia Nazionale di Judo) e Aikidō.

## Biografia
Ha iniziato la pratica del Karate nel 1957 in Francia, nella palestra del Maestro Henry Plée (per diventare poi uno dei primissimi praticanti a Firenze, sotto la guida del Maestro Wladimiro Malatesti, fondatore del Karate in Italia), del Jūdō nel 1957 e dell'Aikidō nel 1959, conseguendo la cintura nera rispettivamente nel 1960, nel 1967 e nel 1961.
È stato Vice Presidente dell'Unione Europea Aikido, Vice Presidente della Commissione Tecnica di Karate, Presidente del Gruppo Arbitri di Karate, Arbitro Nazionale di Karate, Presidente della Commissione Tecnica Aikido, Docente all'Accademia Nazionale di Judo, Atleta Azzurro d'Italia.
Per quanto riguarda il karate tra i suoi Maestri, oltre a Wladimiro Malatesti, sono da nominare Tetsuji Murakami (universalmente riconosciuto come pilastro dello stile Shotokai), Hirokazu Kanazawa (leggenda del karate, allievo prediletto dello scomparso Maestro Masatoshi Nakayama,  allenatosi anche con Gichin Funakoshi), ed il già citato Henry Plée (Maestro di importanza altrettanto fondamentale per la diffusione del Karate in Francia e in Europa).
Nel 1959 ha fondato l'A.S.D. Budokan Viareggio, una delle prime società di arti marziali in Italia. Ha raggiunto i gradi di cintura nera 9º dan di Karate, cintura nera 7º dan di Aikido, cintura nera 5º Dan di Judo. Nel 2009, è stato insignito dal CONI della stella al merito sportivo.